# Bělostník vlnatý

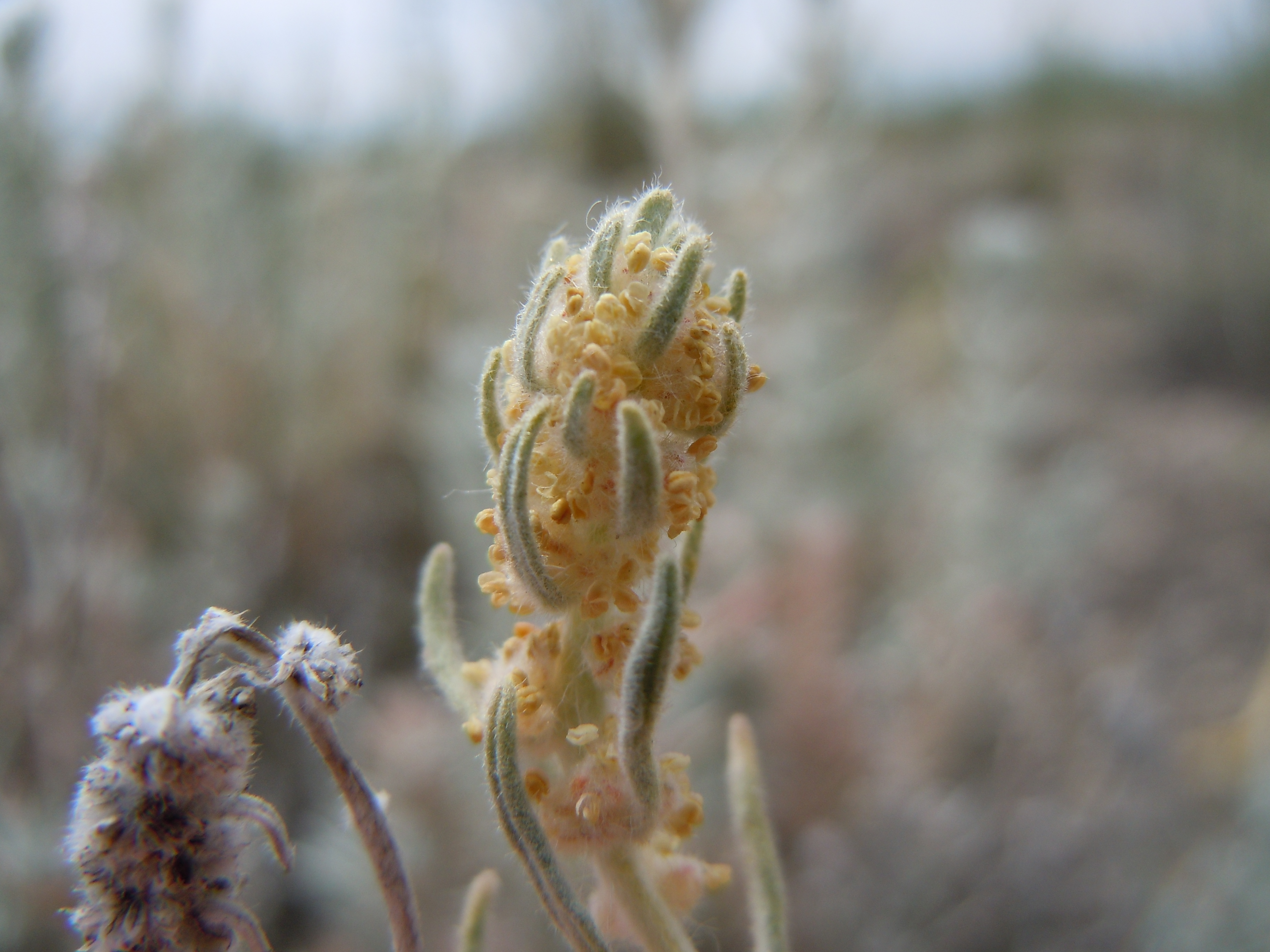
Květenství

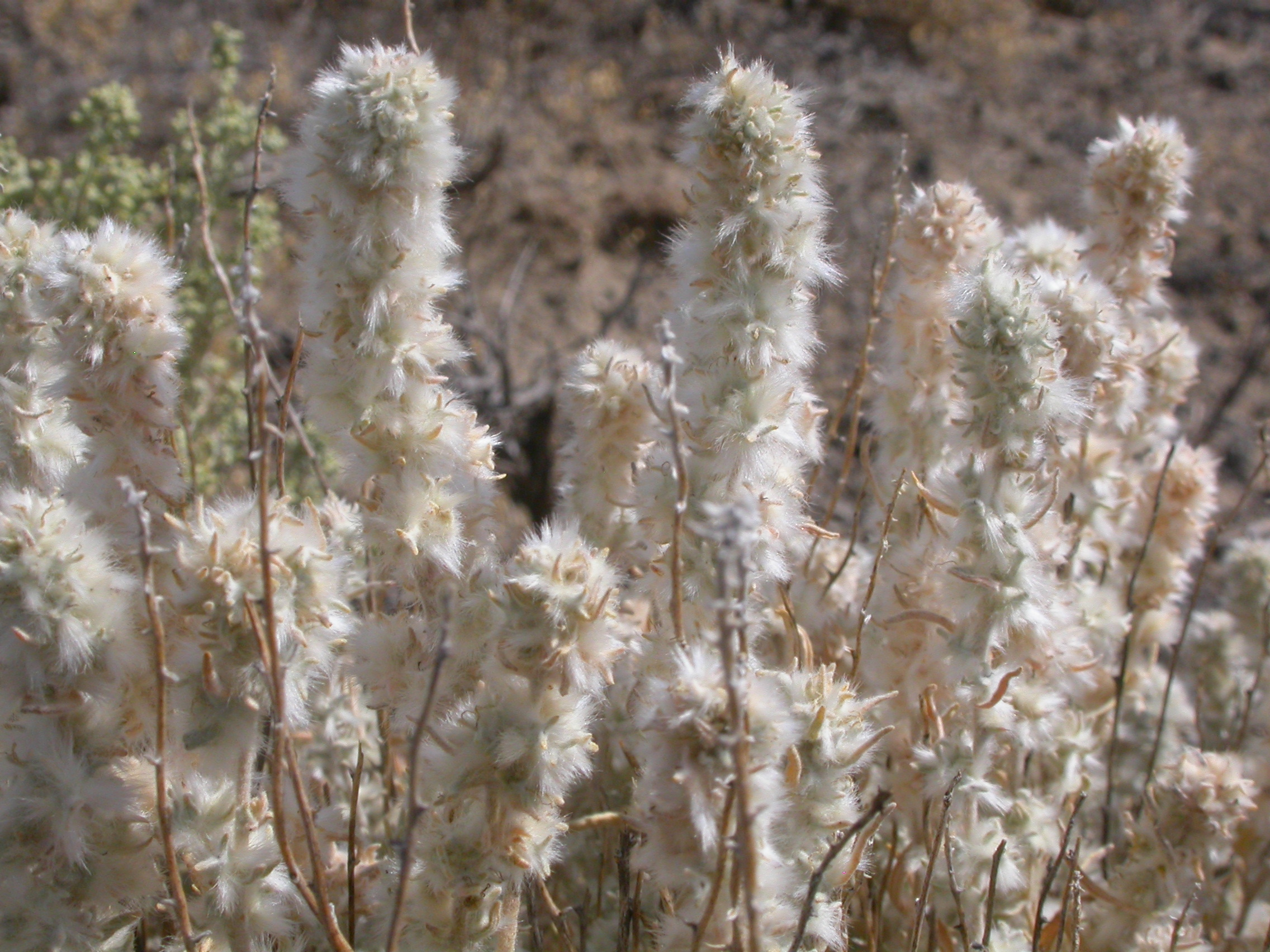
Měchýřky s chmýrem

Bělostník vlnatý (Krascheninnikovia lanata) je stálezelený polokeř pocházející se západních oblastí Severní Ameriky. Je vytrvalou rostlinou vyskytující se převážně na suchých travnatých pláních i horských stráních, kde je významným krmivem pro volně žijící býložravce i domácí hospodářská zvířata.

## Rozšíření
Vyskytuje se od severozápadního kanadského teritoria Yukon a rozlehlých území západní a střední Kanady, konkrétně v provinciích Alberta, Manitoba a Saskatchewan, až po jižní hranicí se Spojenými státy. V těch jeho výskyt dále pokračuje v suchých oblastech osmnácti států, rozkládajících se zhruba západně od stého poledníku západní délky (od Velkých planin) až po pobřeží Tichého oceánu. Bělostník vlnatý dále jižním směrem překračuje hranice do severního Mexika, ve kterém roste hlavně na území Kalifornského poloostrova.
Na tak rozlehlém regionu se pochopitelně vyskytuje i v rozdílných nadmořských výškách, od 100 po 2700 m n. m., kde často vytváří čisté jednodruhové porosty. Mimo původních stanovišť roste i na druhotných místech, na povrchových rekultivacích opuštěných parcel po těžbě ropy, uhlí a případně i dalších.
Rod byl pojmenován na počest ruského geografa a botanika Stepana Petroviče Krašeninnikova, který v prvé polovině 18. století cestoval a zkoumal území Sibiře a Kamčatky.

## Ekologie
Roste v oblastech s nízkým ročním úhrnem srážek, nejčastěji od 180 po 400 mm, řidčeji i s méně než 150 mm a více než 500 mm. Rostlina je fanerofyt se zdřevnatělou spodní části, ze které raší bylinné lodyhy. Je součástí stabilních suchých keřovitých společenstev, která se vyznačují v průběhu času jen velmi malou změnu populace, jejich rozšiřování není zvýhodňováno narušováním povrchu půdy. Nesnáší zastíněné stanoviště, aktivní růst začíná až v polovině jara, kvete mezi květnem a srpnem. Plody dozrávají od září do listopadu, na konci podzimu a začátkem zimy se otevírají a semena vypadávají.
Prospívá v půdě spíše zásaditější, která může být i dosti zasolená. Není tolerantní vůči záplavám a déletrvajícímu vlhku, stejně jako ke kyselým půdám. Obecně má zakořeněná rostlina dobrou odolnost vůči chladu. Po neobvykle suchém létě se může zdát rostlina uschlou, ale po dešti se běžně zotaví. Produkce semen je extrémně variabilní, závisí na množství letních srážek, v suchých podmínkách dávají po většinu let slabou úrodu. Na suchých stanovištích mívají nové rostliny semena třetím až čtvrtým rokem, kdežto ve vlhčích podmínkách začínají semena tvořit již v prvém roce. Rostliny se dožívají vysokého věku, v jižním Idahu byl naměřen průměrný věk 72 let.
Rostlina jako taková produkuje jen málo jemného a snadno hořlavého materiálu, proto se na stanovištích s čistým porostem bělostníku vyskytuje oheň jen ojediněle. K požárům dochází nejčastěji na podzim velmi vlhkého roku, kdy na stanovišti vyrostl dostatek vysoce hořlavé trávy, která nebyla spasena a uschla, např. sveřep střešní, ve které náhodná jiskra nalezla dostatek potravy. Vzniklý oheň následně změní složení tamního společenstva, protože slanisté pouštní keře nejsou přizpůsobené periodickému ohni. Nová rostlina bělostníku vlnatého může vyrašit pouze z pupenů uložených jen několik centimetrů pod povrchem, které intenzivní oheň většinou zničí. Stejně tak většinou zahynou i na povrchu roztroušená semena. Počet chromozomů druhu je 2n = 18 nebo 2n = 36.

## Popis
Bělostník vlnatý je bohatě větvený polokeř se dřevnatou bazální části, ze které vyrůstají četné bylinné lodyhy, které bývají vysoké 20 až 120 cm. Celá rostlina je hustě porostlá bílými hvězdovitými chlupy, jež se s věkem zbarvují do hněda, působí plstnatě. Ochlupení má za cíl snižovat výpar vody při silném slunečním svitu. Kořenový systém je tvořen dlouhým kůlovým kořenem sahajícím až několik metrů hluboko a četnými rozvětvenými postranními kořeny rozloženými do 1 m pod povrchem, ty také pomáhají stabilizovat půdu.
Lodyhy jsou střídavě porostlé krátce řapíkatými, celistvými listy, dlouhými 1 až 5 cm a širokými 1,5 až 5 mm. Jejich čepele jsou celistvé, čárkovité, mají naspodu vyniklé střední žebro, na bázi jsou uťaté, na vrcholu tupé a po obvodě silně podvinuté.
Rostliny jsou převážně jednodomé, podél horních částí lodyh a na jejich vrcholech vyrůstají klasnatá květenství tvořená drobnými jednopohlavnými květy opylovanými větrem. V horní části květenství bývá větší počet samčích a ve spodní několik samičích květu. Samčí květy mají listeny podobné drobným listům, nevelké čtyřlaločné okvětí a čtyři tyčinky s pylem. Samičí květy bez okvětí mají dva částečně srostlé chlupaté listeny, jež skrývají pestík a mezi kterými vyčnívají dvě blizny. Někdy se blízko sebe vyskytují i rostliny dvoudomé, pouze s jedním druhem květů, samčími či samičími.
Plody jsou vejčité, ploché měchýřky, někdy nazývané váčky, asi 4 mm velké, vytvořené z listenů obklopujících samičí květy. Otvírající se měchýřky obsahují po suchém semeni s endospermem, hnědé vejčité nažce s osemením porostlým bílými chlupy, které usnadňují rozptyl semen větrem. Nebývají však odnášená daleko do okolí, v průměru se jich dvě třetiny dostanou od mateřské rostliny do vzdálenosti pod 30 cm a jen minimum do 1 metru. Chlupatá osemení pomáhají ukotvit semena v půdě a zabránit poškození rašícího kořínku.

## Rozmnožování
Většina semen je v čerstvém stavu dormantní a neklíčí, což skončí asi po deseti týdnech v teplém prostředí nebo po dvou týdnech při teplotě okolo 5 °C. Ke klíčení potřebují semena mimo vláhy i dostatek vzduchu, proto ideálně vzklíčí z kypré a mírně vlhké půdy z hloubky do 1 cm nebo přímo z povrchu. Klíčivost semen při teplotě 20 až 27 °C je průměrně 90 % a zrychluje se při kolísající teplotě. Semenům uskladněným v teplém a suchém prostředí klesá životaschopnost po pěti létech na 20 % a po deseti na nulu.
Semenáče většinou přežijí první rok svého života pouze v blízkosti nějaké vegetace, která jejím mělkým kořínkům poskytuje alespoň částečný stín před letním spalujícím sluncem. Jen ojediněle vyrostou na místech intenzivně spásaných býložravci, když jsou částečně skryté buď v blízkosti rozvětvené dospělé rostliny, v trsu trávy nebo roští. Jsou také silně náchylné na jarní poškození mrazem.

## Význam
Bělostník vlnatý je výživné zimní krmivo pro domácí (kozy, ovce, krávy i koně) i divoce žijící býložravce, rostliny vyčnívají nad sněhem a umožňují zimní pastvu. Pro vysoký obsah stravitelných bílkovin patří k nejcennější zimní stravě, při které se hmotnost zvířat nesnižuje. Rostlina je poživatelná téměř celá, až na dřevitý kořen a hrubší stonky. Je jedním z nejužitečnějších krmných rostlin pro oblasti alkalických půd v suchých oblastech.
Není považován za plevelnou, invazně se šířící rostlinu, na nová místa se samovolně dostává jen ojediněle. Naopak někdy bývají, na pustá místa v pastvinách či při zúrodňování narušených stanovišť, lidmi vysévána semena nebo již vysazované mladé sazenice, někdy toliko s nevelkým úspěchem. Druh se řídce pěstuje i jako okrasná rostlina, v minulosti se využíval se i v tradiční medicíně původních obyvatel, kořenem rozdrceným na prášek se léčily kožní nemoci a popáleniny.